# Пётр Огненный
Пётр Огненный (Pietro Igneo Aldobrandini, O.S.B.Vall., также известный как Petrus Igneo, Pietro Igneo, Pedro el Ígneo, Pietro Igneo Aldobrandeschi di Sovana; 1020, Флоренция — 11 ноября 1089, Альбано-Лациале, Лацио) — католический блаженный XI века. Возникший конфликт между епископом Пьетро из Павии, обвинявшимся в симонии жителями Флоренции, был разрешён 23 февраля 1068 года «судом Божьим», в котором представитель флорентийцев Пётр Альдобрандини подвергся испытанию огнём, пройдя фактически по углям между двумя огромными кострами. Был провозглашён кардиналом-епископом Альбано на консистории 1072 года.
Беатифицирован 4 марта 1673 года папой Климентом X.
День памяти — 8 февраля.